# Рудіна Тетяна Рудольфівна
Рудіна Тетяна Рудольфівна (*17 серпня 1959) — радянська та російська актриса театру та кіно. Заслужена артистка Росії (2010). Донька актора Рудольфа Рудіна.

## Біографічні відомості
У 1980 році закінчила Російський університет театрального мистецтва і була запрошена в театр «Ленком» де пропрацювала до 1991 року.
У 1992 році перейшла у Московський драматичний театр імені М. М. Ермолової.
На сьогоднішній день активно співпрацює з «Театральним товариством 814» під керівництвом О. Є. Меньшикова і компанією Незалежний театральний проєкт.
У березні 2014 року підписала листа КіноСоюзу «Ми з Вами!» на підтримку України.
У 2018 підтримала звернення Європейської кіноакадемії на захист ув'язненого у Росії українського режисера Олега Сенцова.
Одружена. Чоловік — російський актор Олександр Сірін. Син — Микола Сірін.

## Фільмографія
- «До кого залетів співочий кенар» (1980, Роза, однокласниця Володі, офіціантка)
- «Будинок, який побудував Свіфт» (1982, Бетті, жена Рельба)
- «Межа бажань» (1982, Інна Чумакова, подруга)
- «Дамське танго» (1983, Зіна, офіціантка в ресторані)
- «Вийти заміж за капітана» (1985, Поліна, подруга Олени)
- «Діти сонця» (1985, Луша, нова служниця)
- «По головній вулиці з оркестром» (1986, Надя, подруга Луїзи)
- «Репетитор» (1987, Інка)
- «Чоловік і дочка Тамари Олександрівни» (1988, вчителька фізкультури)
- «Московські красуні» (1991, Алла, подруга Марії)
- «Мелодрама із замахом на вбивство» (1992, подруга Тамари; Україна)
- «Сніданок з видом на Ельбрус» (1993, Галина Куканова)
- «Репетиція з Арнольдом» (1998)
- «Немає порятунку від любові» (2003, Матвєєва)
- «Сищик Путілін» (2007)
- «Журов» (2009, телесеріал, Ірина Плеже, експерт-криміналіст)
- «Журов 2» (2010, телесеріал, Ірина Плеже, експерт-криміналіст)
- «Родина» (2012)
- «Мурка» (2016, телесеріал) та ін.